# روبرت بي. دونكان
روبرت بي. دونكان (بالإنجليزية: Robert B. Duncan)‏ هو محامي وسياسي أمريكي، ولد في 4 ديسمبر 1920 في نورمال في الولايات المتحدة، وتوفي في 29 أبريل 2011 في بورتلاند في الولايات المتحدة. حزبياً، نشط في الحزب الديمقراطي. وقد انتخب عضو مجلس نواب أوريغون وانتخب عضو مجلس النواب الأمريكي.